# Dekanat szarkowszczyński (eparchia połocka i głębocka)
Dekanat szarkowszczyński – jeden z dziesięciu dekanatów eparchii połockiej i głębockiej Egzarchatu Białoruskiego Patriarchatu Moskiewskiego.
Dziekanem jest protojerej Piatro Baranowskij.

## Parafie w dekanacie[1]
- Parafia św. Mikołaja Cudotwórcy w Hermanowiczach
  - Cerkiew św. Mikołaja Cudotwórcy w Hermanowiczach
- Parafia św. Serafina z Sarowa w Jamnie
  - Cerkiew św. Serafina z Sarowa w Jamnie
- Parafia św. Proroka Eliasza w Jodach
  - Cerkiew św. Proroka Eliasza w Jodach
- Parafia Narodzenia Matki Bożej w Łużkach
  - Cerkiew Narodzenia Matki Bożej w Łużkach
- Parafia Ikony Matki Bożej „Wszystkich Strapionych Radość” w Szarkowszczyźnie
  - Cerkiew Ikony Matki Bożej „Wszystkich Strapionych Radość” w Szarkowszczyźnie
- Parafia Zaśnięcia Najświętszej Bogurodzicy w Szarkowszczyźnie
  - Cerkiew Zaśnięcia Najświętszej Bogurodzicy w Szarkowszczyźnie
- Parafia św. Proroka Eliasza w Szkuncikach
  - Cerkiew św. Proroka Eliasza w Szkuncikach
- Parafia św. Mikołaja Cudotwórcy w Szycach
  - Cerkiew św. Mikołaja Cudotwórcy w Szycach

## Galeria

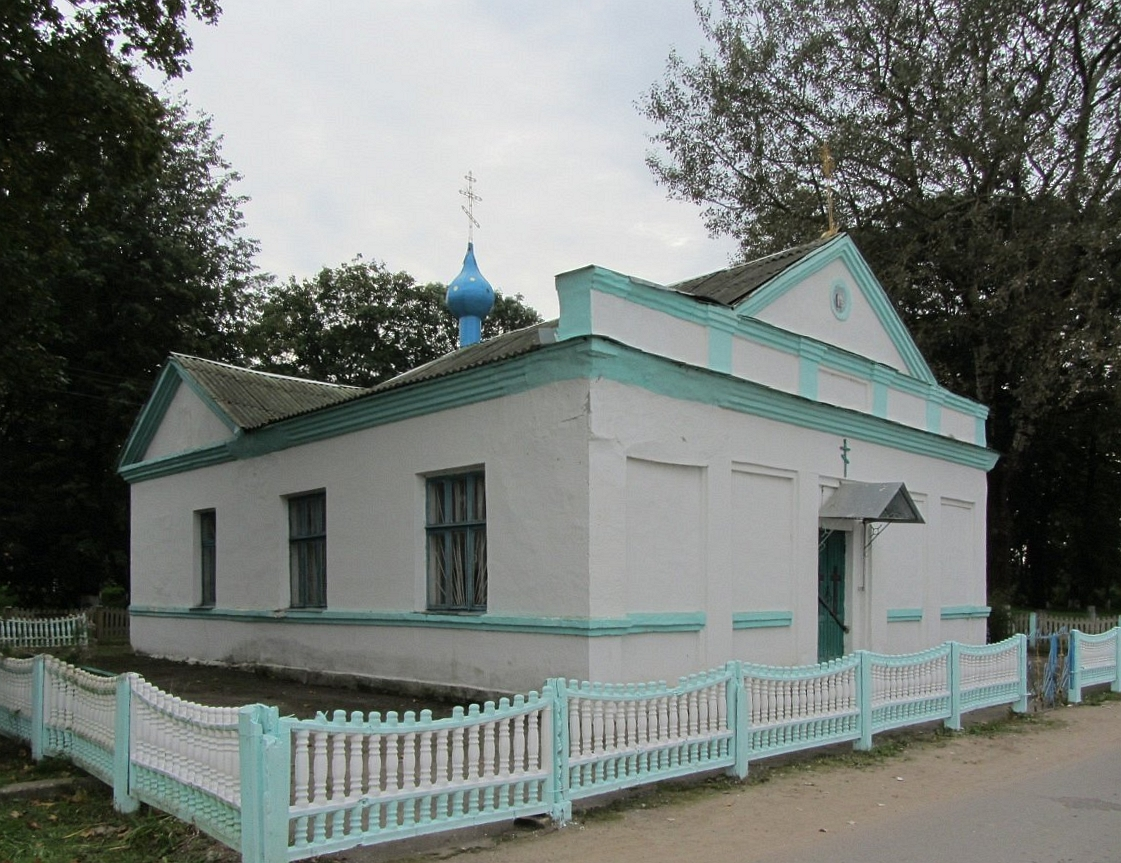
Cerkiew św. Mikołaja Cudotwórcy w Hermanowiczach
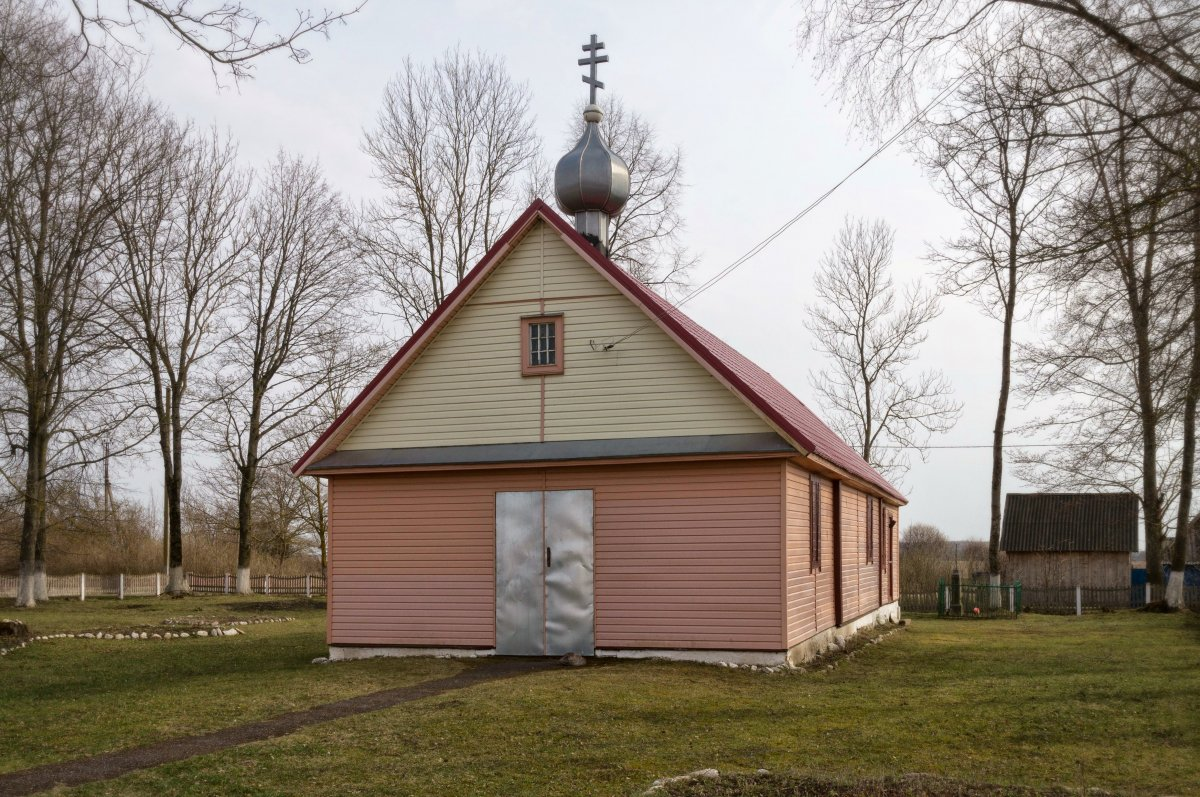
Cerkiew św. Proroka Eliasza w Jodach
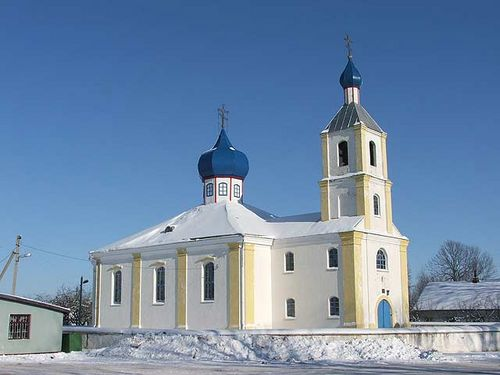
Cerkiew Narodzenia Matki Bożej w Łużkach
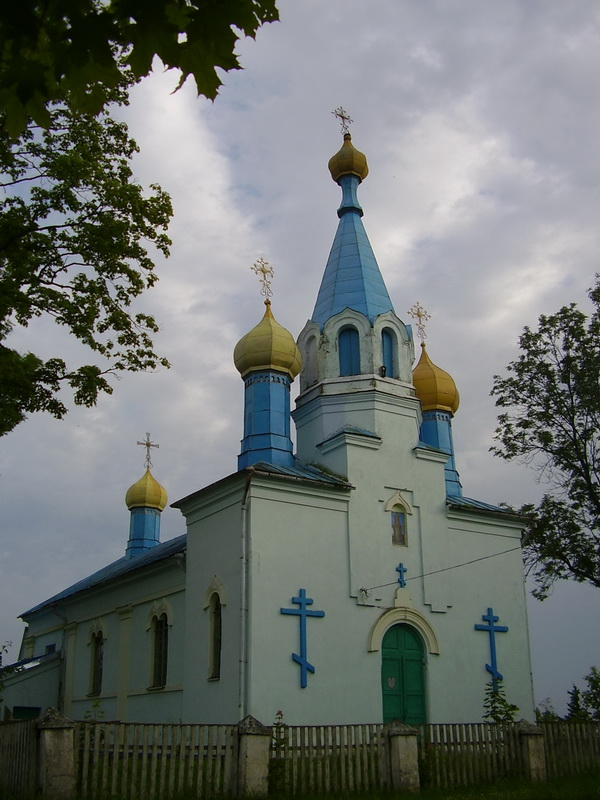
Cerkiew św. Proroka Eliasza w Szkuncikach